# Bela Vista do Piauí
Bela Vista do Piauí este un oraș în Piauí (PI), Brazilia.